# 唐宋八大家
唐宋八大家（とうそうはちたいか／とうそうはちだいか）は、中国唐から北宋にかけての八人の文人を指す名数。
唐の韓愈・柳宗元、北宋の欧陽脩・蘇洵・蘇軾・蘇轍・曾鞏・王安石の八人を指し、特に蘇洵・蘇軾・蘇轍は親子（父、長男・次男）で、三蘇とも称されている。

## 概要
中唐の韓愈は、当時流行の四六駢儷文がいたずらに華美であることを忌み、「文はすべからく漢魏の古文を宗として、質朴かつその意を尊ぶべし」と主張した。いわゆる古文復興運動である。
同時に六朝を軸に隠逸を尊ぶ老荘趣味的な文人の嗜好を改め、廉士として積極的に社会に交わり、経世済民の経済概念の手段としての文学を行うべしという儒学的文人観の復興、確立でもあり、唐宋を通じて次第に整備される科挙制度の発達とともに知識人たちのあいだに大いに流行した。
ゆえに内容は、政治論・国家論・官僚論・人材論などが主で、風流韻事の文章についてはあまり重視されない。
古文復興運動の風潮のなかで、韓愈を筆頭とする名文家八人を集成したのが「唐宋八大家」で、彼ら八人を唐宋古文の代表者とすることは、明初の朱右『八先生文集』から始まり、後にその主張を、明の茅坤が編した『唐宋八大家文鈔』が盛行したことで広まり定着した。
清の沈徳潜が『唐宋八家文読本』を編み流布。特に江戸時代の日本において広く読まれるところとなった。現代語訳に『唐宋八大家文読本』（全7巻、明治書院・新釈漢文大系）がある。